# IThome
iThome是臺灣的資訊科技產業新聞網站。根據其自述，iThome成立於1997年，原本是由PChome的資訊科技產業新聞部門經營，針對的讀者為產業人士。2001年10月部門獨立為「電週文化事業」公司，並發行紙本週刊。